# Medicinen (film)

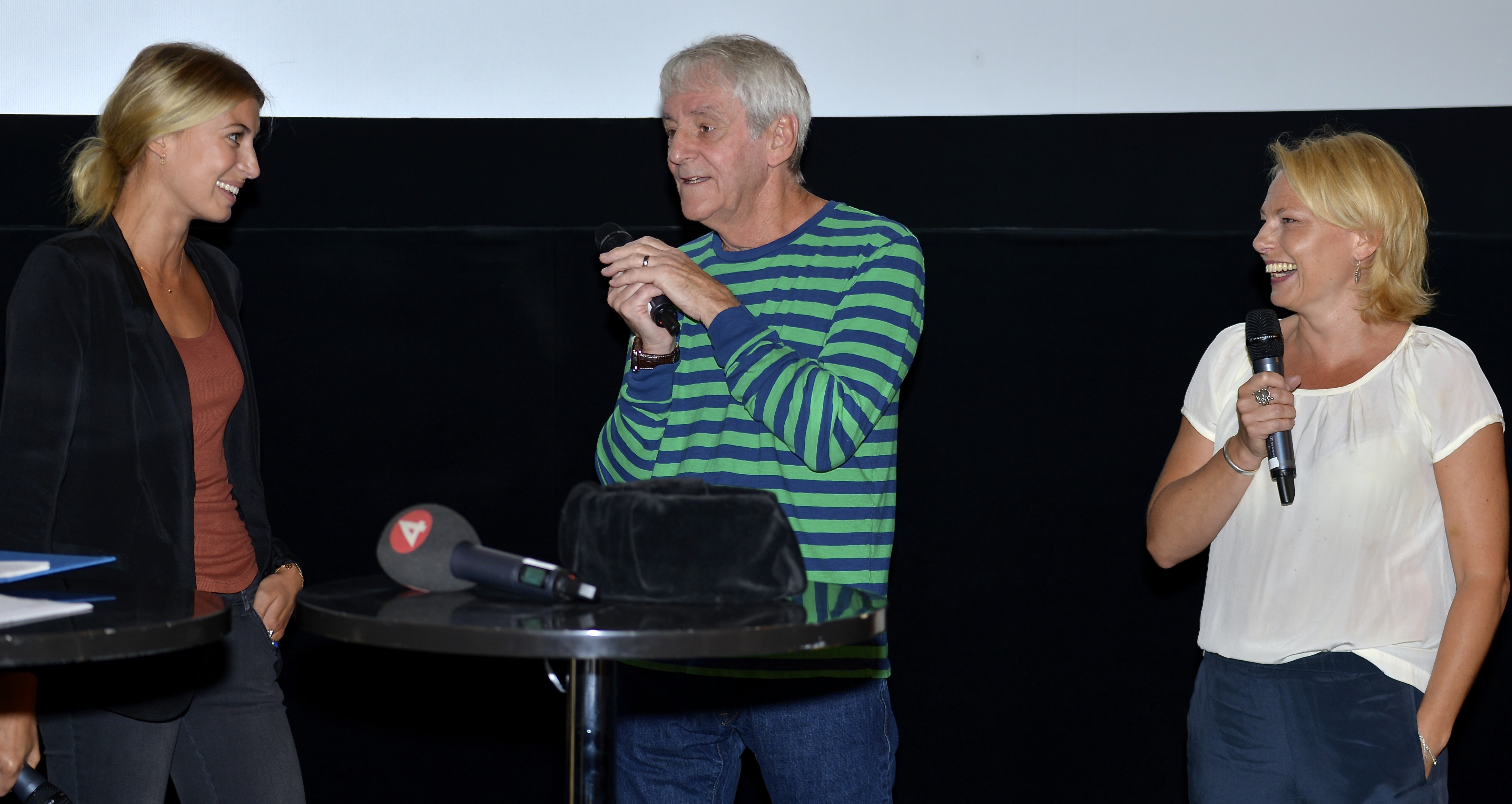
Cecilia Forss, Colin Nutley och Helena Bergström under presentationen av Medicinen i Filmhuset i Stockholm.

Medicinen är en svensk dramakomedifilm regisserad av Colin Nutley. De ledande rollerna spelas av bland andra Helena Bergström, Ewa Fröling och Maria Lundqvist. Filmen hade premiär den 29 augusti 2014.

## Handling
Johanna arbetar sedan länge på modetidningen Dolce Vita och är där hunsad av sin chef. Hon har konstant dåligt med pengar och hennes före detta man har hittat en yngre kvinna. Johanna behöver en paus. I ett försök att få ihop extrapengar blir hon försöksperson för en ny medicin, som ger oanade biverkningar. Snart är hon förändrad och känner sig inte längre orolig, utan i stället kåt, snygg och självsäker. Hon tar mer plats på arbetet och börjar söka efter kärleken.

## Rollista
- Helena Bergström – Johanna
- Ida Engvoll – Linda
- Peter Eggers – Erik
- Ewa Fröling – Iris
- Cecilia Forss – Trude
- Susanne Thorson – Jessica
- Maria Lundqvist – Louise
- Saga Samuelsson – Anna
- Johan H:son Kjellgren – Lasse
- Thomas Hanzon – Magnus
- Anton Samuelsson Forsdik – Otto
- Nina Gunke – Dr. Mattsson
- Katarina Ewerlöf – Marie
- Petra Mede – Eva
- Jonna Pipping – Sara

## Om filmen
Medicinen var Nutleys första långfilmsregi sedan Änglagård – tredje gången gillt (2010). Filmen bygger på romanen med samma namn från 2009, skriven av Hans Koppel (pseudonym för Petter Lidbeck). Romanen omarbetades till filmmanus av Edward af Sillén och Daniel Réhn och filmen blev duons debut som filmmanusförfattare. Filmen producerades av Petra Jönsson och Nutley för Sweetwater AB, AB Svensk Filmindustri, TV4 AB, Nouvago Capital AB, Actinvest AB, Europa Sound Production AB, Succéfilm AB och Jens Fischer Film AB. Den fotades av Jens Fischer och klipptes av Perry Schaffer och Tess Lindberg. Musiken komponerades av Per Andréasson.
I filmen gör Petra Mede debut som filmskådespelare.

## Mottagande
Medicinen sågs av 208 166 biobesökare i Sverige 2014 och blev det året den sjätte mest sedda svenska filmen i Sverige.